# Trident (Vulkan)
Trident ist ein erodierter Vulkankomplex am Beginn der Alaska-Halbinsel, der sich entlang einer von Nordosten nach Südwesten ausgerichteten Verwerfung auf der Pazifischen Seite der Alaska-Halbinsel gebildet hat.
Er besteht aus zahlreichen Kegeln (bis zu 23) mit einer Höhe von bis zu 1864 m (6115 Fuß). Im Jahr 1953 bildete sich eine neue Kuppel auf einer Höhe von 1097 m (3599 Fuß) an der südwestlichen Flanke.
Namensgeber des Gebietes war – nach Angaben des United States Geological Survey – Robert Fiske Griggs, ein Mitglied der National Geographic Society, im Jahr 1916. Er benannte das Gebiet nach drei markanten Gipfeln. Das Gebiet erhielt noch weitere Namen, aber im Jahr 1928 wurde er von dem United States Board on Geographic Names offiziell Mount Trident benannt, der jetzige Name Trident Volcano wurde 1968 vergeben.

## Letzte Aktivitäten

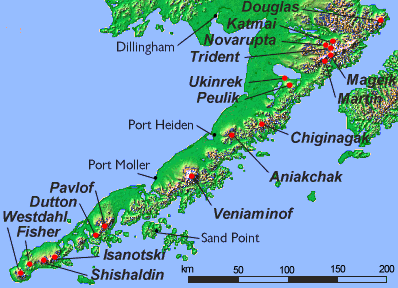
Vulkan der Alaska-Halbinsel

An der Spitze des Mount Trident gab es keine bekannten Aktivitäten. Allerdings existieren einige Fumarolen auf der östlichen Seite. Es gibt Berichte über Aktivitäten aus den Jahren 1913, 1949 und 1950. Am 15. Februar 1953 bildete sich an der südwestlichen Flanke ein Nebenkrater, der seine Asche bis zu 9000 m in die Höhe schickte. Aus einem weiteren Nebenkrater floss in den Jahren 1954, 1957, 1958 und 1959–1960 etwas Lava, zudem gab es zeitweise eine Aschesäule von 7000 m Höhe. im Jahr 1960 hatte der Kegel eine Höhe von 260 m erreicht und bis zu 300 Meter dicke Lava bedeckte (5 km²) die Umgebung. Lavaflüsse wurden in den Jahren von 1966 bis 1968 und 1974 bis 1975 beobachtet. Im Jahr 1983 wurde von Dampfausbrüche und Fumarolen berichtet.